# Municipio de Söderköping
Söderköping (en sueco: Söderköpings kommun) es un municipio de la provincia de Östergötland, al sureste de Suecia. Tiene una población estimada, a fines de marzo de 2022, de 14 760 habitantes.
Su sede se encuentra en la ciudad de Söderköping. El municipio actual se creó en 1971-1973, cuando la antigua ciudad de Söderköping se fusionó con tres municipios rurales circundantes.

## Localidades
Hay seis áreas urbanas (tätort) en el municipio:
| # | Tätort       | Población |
| - | ------------ | --------- |
| 1 | Söderköping  | 7611      |
| 2 | Västra Husby | 527       |
| 3 | Östra Ryd    | 477       |
| 4 | Snöveltorp   | 462       |
| 5 | Mogata       | 299       |
| 6 | Luddingsbo   | 225       |

## Ciudades hermanas
Söderköping está hermanado o tiene tratado de cooperación con:
- Talsi, Letonia